# Urofollitropin
Urofollitropin là một dạng hormone kích thích nang trứng (FSH) được tinh chế, được sản xuất bằng cách chiết xuất từ nước tiểu của người và sau đó được tinh chế  để loại bỏ các protein và các chất khác. FSH rất quan trọng trong sự phát triển của nang trứng (trứng) do buồng trứng sản xuất. Được tiêm dưới da, nó được sử dụng kết hợp với gonadotropin màng đệm ở người (hCG) để hỗ trợ rụng trứng và khả năng sinh sản. Nó cũng được sử dụng với các phương pháp thụ tinh trong ống nghiệm. Liều lượng được điều chỉnh theo phản ứng của từng cá nhân.
Các tác dụng phụ phổ biến nhất là đau bụng hoặc đau vùng chậu, đầy hơi, cũng như đỏ, đau hoặc sưng tại chỗ tiêm. Follitropin có thể liên quan đến tăng nguy cơ ung thư biểu mô nội mạc tử cung. Nó không được sử dụng trong khi mang thai, vì có bằng chứng cho dị tật bẩm sinh khi điều trị bằng follitropin.
Bravelle được bán tại Hoa Kỳ từ tháng 3 năm 2014, đến tháng 10 năm 2015 phải chịu lệnh thu hồi và hoàn tiền của nhà sản xuất, Ferring Enterprises, vì một số lô thuốc có độ bền thấp hơn so với quy định.